# Álvaro Fabián González
Álvaro Fabián González Pintos (Canelones, 12 de septiembre de 1973) es un exfutbolista uruguayo que se desempeñaba como delantero. Su último equipo fue Danubio Fútbol Club de la Primera División de Uruguay. 

## Clubes
| Club                | País    | Año       |
| ------------------- | ------- | --------- |
| Cerro               | Uruguay | 1992-1997 |
| Everton             | Chile   | 1998      |
| Frontera Rivera     | Uruguay | 1999      |
| Bella Vista         | Uruguay | 2000-2002 |
| U.N.A.M.            | México  | 2002-2003 |
| Dorados de Sinaloa  | México  | 2003-2004 |
| Lagartos de Tabasco | México  | 2004-2006 |
| Puebla FC           | México  | 2006-2009 |
| Lobos BUAP          | México  | 2009      |
| Puebla FC           | México  | 2010      |
| Danubio             | Uruguay | 2011      |

### Distinciones individuales
| Distinción                      | Año  |
| ------------------------------- | ---- |
| Goleador de la Primera División | 2006 |
| Goleador de la Primera División | 2007 |